# بوسويل (كورنوال)
بوسويل (بالإنجليزية: Busveal)‏ هي قرية تقع في المملكة المتحدة في كورنوال.